# Duisburg
Duisburg (uitspraak: [ˈdœyzbʏrx] (Nederlands) / [ˈdyːsbʊɐ̯k] (Duits)) is een kreisfreie Stadt in de Duitse deelstaat Noordrijn-Westfalen. De stad telt 495.885 inwoners (31 december 2020) op een oppervlakte van 232,80 km². Op 31 december 2020 had 24,26% van de inwoners een niet-Duits staatsburgerschap (120.305 niet-Duitsers) en hadden 1.600 inwoners het Nederlandse staatsburgerschap.
Duisburg ligt op het punt waar de Ruhr en de Rijn samenvloeien. De stad ligt in het sterk geïndustrialiseerde en dichtbevolkte Ruhrgebied.

## Geschiedenis

### IJzertijd en Romeinse Rijk
Een omvangrijke grafheuvel in het Duisburgse stadsdeel Wedau toont aan dat het gebied rond Duisburg al in de ijzertijd werd bewoond.
Vanaf de 1e eeuw vormde de Rijn de grens van het Romeinse Rijk. Het gebied ten westen van de Rijn viel onder de provincie Germania Inferior, met als hoofdstad Colonia Claudia Ara Agrippinensium, het huidige Keulen. Hoewel de Rijn officieel de grens van Romeinse Rijk was, oefenden de Romeinen ook in een brede strook ten oosten van de rivier veel invloed uit. Pas vanaf de 3e eeuw ontstonden ten oosten van de Rijn weer versterkte Germaanse nederzettingen.

### Middeleeuwen
In het midden van de 5e eeuw kregen de Franken het Rijngebied in handen. Bisschop Gregorius van Tours beschrijft in zijn geschiedenis van de Franken, de Decem libri historiarum, een koning Chlodio die in het midden van de vijfde eeuw vanuit zijn kasteel Dispargum regeerde. De locatie van Dispargum is niet bekend. In Duisburg bevond zich in die tijd, binnen de latere middeleeuwse stadsmuren, een Frankische nederzetting, en daarom wordt Dispargum vaak met Duisburg geïdentificeerd.
In 883 werd Duisburg door de Vikingen ingenomen. Pas het volgende voorjaar vertrokken die weer, nadat ze de stad hadden geplunderd en in brand gestoken. De stad werd daarna weer opgebouwd.
In de 10de eeuw werd het reeds bestaande paleis uitgebreid tot een Koningspalts en in 1120 werd een stadsmuur gebouwd. Door haar gunstige ligging op de plek waar de Ruhr in de Rijn stroomt, aan het begin van de Westfaalse hellweg, een belangrijke oost-westelijke handelsroute, groeide de stad sterk. Tot 1290 was Duisburg een vrije rijksstad, maar toen werd ze door koning Rudolf I aan het Graafschap Kleef verpand, dat later een hertogdom werd.
Rond het begin van de 11e eeuw veranderde de loop van de Rijn, waardoor Duisburg niet meer direct aan de rivier lag. Toch kon de Duisburgse haven nog enkele eeuwen over de oude rivierarm bereikt worden. In 1407 werd de stad lid van de Hanze. Naarmate de dode rivierarm meer en meer verzandde, trokken de handelaars echter meer en meer weg en werd Duisburg in plaats van een handelsstad een stad van boeren en monniken. Door de werken van de cartograaf Gerardus Mercator, die in Duisburg woonde en werkte, en het oprichten van een universiteit kreeg Duisburg in de 17e eeuw bekendheid als wetenschapsstad (Duisburg Doctum, geleerd Duisburg).
In 1666 kwam Duisburg, samen met de rest van het Hertogdom Kleef, in handen van Pruisen.

### Industrialisering
Aan het einde van de 17e en het begin van 18e eeuw bloeiden de tabak- en textielindustrie in Duisburg op, die het startsein gaven aan de ontwikkeling van Duisburg tot industriestad. In 1824 werd de eerste grote fabriek gebouwd, een zwavelzuurfabriek. In 1831 werd er een kanaal naar de Rijn gegraven, waardoor er weer een bevaarbare verbinding met de rivier ontstond. In de jaren 50 van de 19e eeuw werden de eerste kolenmijnen in Duisburg geopend, die de ijzer- en staalindustrie naar de stad trokken. Rheinstahl had er een grote staalfabriek. Deze is uitgegroeid tot het grootste staalproductiecomplex van ThyssenKrupp Steel.
In 1905 werden Ruhrort en Meiderich bij Duisburg gevoegd, waardoor er een einde kwam aan de concurrentie tussen de havens van Ruhrort en Duisburg. Samen zouden deze havens uitgroeien tot de grootste binnenhaven van Europa.

### Interbellum en Tweede Wereldoorlog
Tussen 1921 en 1925 werd Duisburg door Franse en Belgische troepen bezet om Duitsland te dwingen de herstelbetalingen voor de Eerste Wereldoorlog te betalen.
In 1929 fuseerde de gemeente Duisburg met Hamborn tot Duisburg-Hamborn, maar zes jaar later werd die naam weer gewijzigd in Duisburg.
Tijdens de Tweede Wereldoorlog werd Duisburg, als belangrijke industrie- en transportstad, veelvuldig door de geallieerden gebombardeerd. Aan het einde van de oorlog was 80% van de woningen geheel of gedeeltelijk verwoest, en waren 96.000 mensen dakloos geworden.

### Na de Tweede Wereldoorlog
Na de Tweede Wereldoorlog ontwikkelde Duisburg zich opnieuw als industrie- en havenstad, met onder andere kolenmijnen, ijzer- en staalindustrie.
De haven van Duisburg groeide tot de grootste binnenhaven ter wereld.
In de tweede helft van de 20ste eeuw liep de industrieactiviteit terug, onder andere door productieverplaatsingen naar lagelonenlanden. De laatste kolenmijn werd op 26 juni 2008 gesloten.
Echter, het sluiten van grote industrieën eind 20ste eeuw opende de mogelijkheid de fabrieken af te breken en de vrijgekomen terreinen tot nog meer havengebied om te bouwen. Begin 21ste eeuw leidde dit ertoe dat Duisburg een belangrijke schakel werd in het overladen van goederen. met zelfs treinen uit China die de Nieuwe Zijderoute rijden van en naar Duisburg.

### Drama tijdens de Love Parade in Duisburg
Tijdens de Love Parade in Duisburg op 24 juli 2010 deed zich een drama voor, toen honderden bezoekers van het dancefestival bij de ingang van het feestterrein in de verdrukking kwamen. In het gedrang vielen 21 doden en 509 gewonden. De organisatie van de Love Parade besloot het evenement in de toekomst niet meer te organiseren. Zie ook Drama tijdens Love Parade in Duisburg.

## Stadswijken
Inwoneraantal per wijk 31 december 2006.
| - Stadtbezirk 100: Walsum (51.684) - 101 Vierlinden (12.913) - 102 Overbruch (5.263) - 103 Alt-Walsum (4.459) - 104 Aldenrade (14.193) - 105 Wehofen (7.242) - 106 Fahrn (7.614) - Stadtbezirk 200: Hamborn (72.433) - 201 Röttgersbach (12.098) - 202 Marxloh (17.681) - 203 Obermarxloh (13.710) - 204 Neumühl (17.801) - 205 Alt-Hamborn (11.143) - Stadtbezirk 300: Meiderich/Beeck (74.349) - 301 Bruckhausen (6.164) - 302 Beeck (11.406) - 303 Beeckerwerth (3.774) - 304 Laar (6.186) - 305 Untermeiderich (10.564) - 306 Mittelmeiderich (17.959) - 307 Obermeiderich (18.296) - Stadtbezirk 400: Homberg/Ruhrort/Baerl (41.676) - 401 Ruhrort (5.373) - 402 Alt-Homberg (15.340) - 403 Hochheide (15.987) - 404 Baerl (4.976) | - Stadtbezirk 500: Duisburg-Mitte (106.173) - 501 Altstadt (7.688) - 502 Neuenkamp (5.332) - 503 Kasslerfeld (3.532) - 504 Duissern (14.630) - 505 Neudorf-Nord (13.700) - 506 Neudorf-Süd (12.973) - 507 Dellviertel (14.148) - 508 Hochfeld (15.720) - 509 Wanheimerort (18.450) - Stadtbezirk 600: Rheinhausen (78.564) - 601 Rheinhausen-Mitte (8.681) - 602 Hochemmerich (17.808) - 603 Bergheim (21.505) - 604 Friemersheim (12.845) - 605 Rumeln-Kaldenhausen (17.725) - Stadtbezirk 700: Duisburg-Süd (73.587) - 701 Bissingheim (3.295) - 702 Wedau (5.294) - 703 Buchholz (14.412) - 704 Wanheim-Angerhausen (11.948) - 705 Großenbaum (10.213) - 706 Rahm (5.980) - 707 Huckingen (9.238) - 708 Hüttenheim (3.694) - 709 Ungelsheim (3.157) - 710 Mündelheim (6.356) |

## Warmterecord
Op 25 juli 2019 boekte Duitsland een nieuw hitterecord: in Duisburg-Baerl en in Tönisvorst werd het +41,2° (de +42,6° in Lingen/Emsland die dag werd in december 2020 alsnog ongeldig verklaard).

## Kunst en cultuur

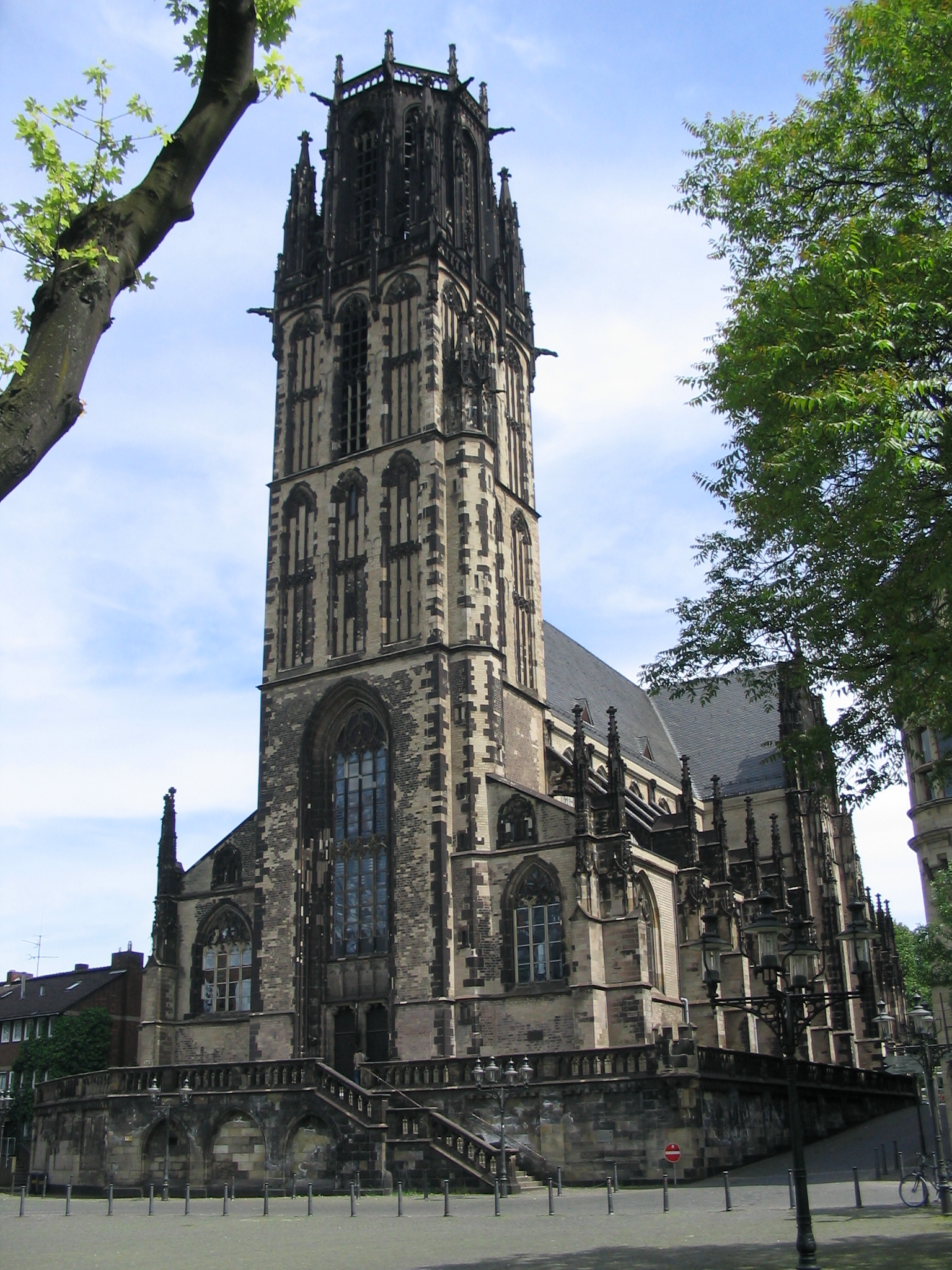
Sint-Salvatorkerk

### Bezienswaardigheden
- Salvatorkerk, gebouwd tussen 1415 en 1513 in de stijl gotiek
- Laatgotische kerk in het stadsdeel Hamborn met toren in romaanse stijl
- Laatromaanse kerk in het stadsdeel Mündelheim, daterend uit de 13de eeuw
- Jüdisches Gemeindezentrum, nieuwbouw van Zvi Hecker aan de Innenhafen Duisburg
- Het Landschaftspark Duisburg-Nord, een openbaar park met als middelpunt een oud hoogovencomplex
- Zoo Duisburg, de dierentuin van Duisburg

#### Musea
- Lehmbruck-Museum
- Cubus Kunsthalle

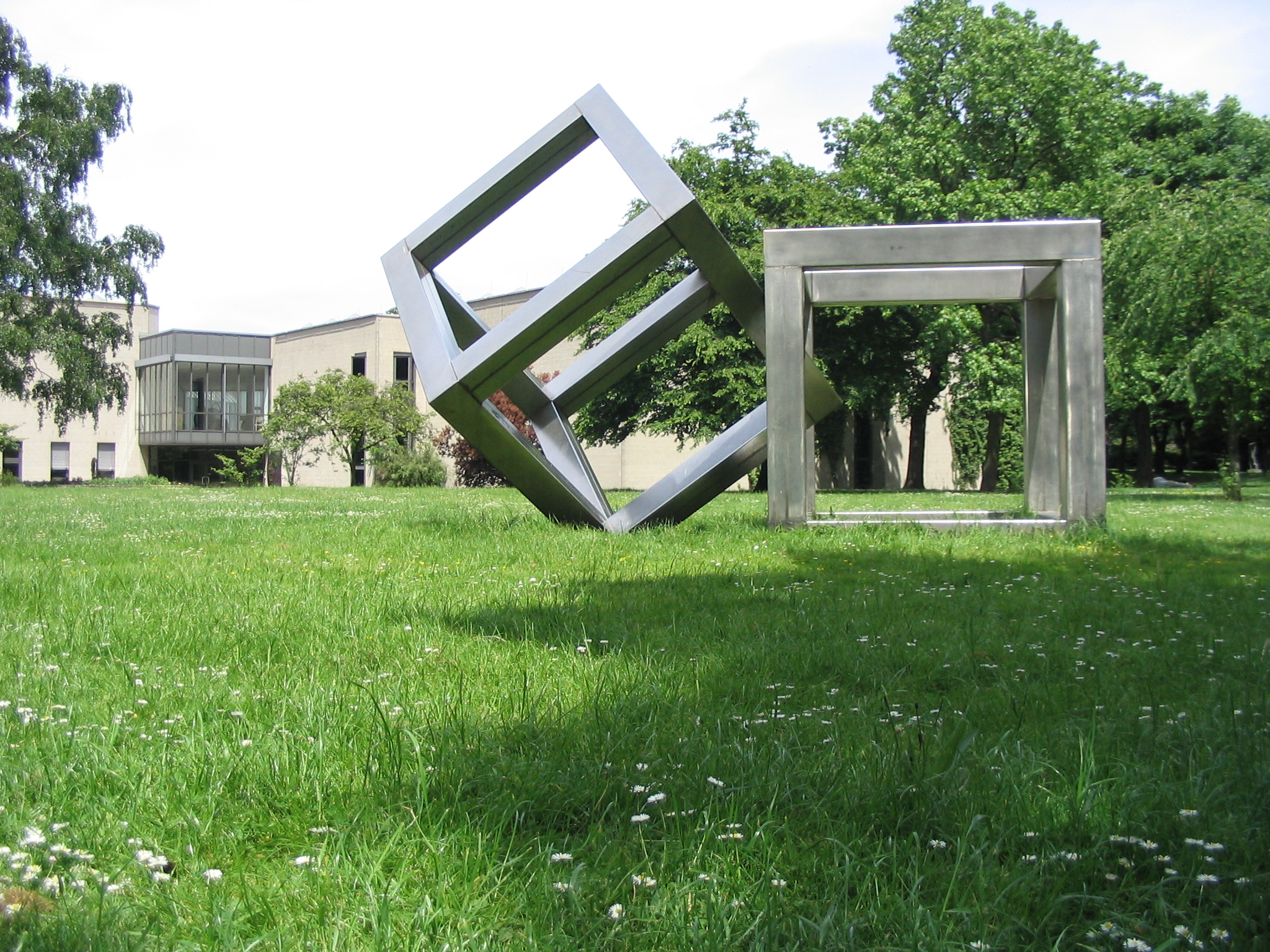
Lehmbruck-Museum in het Kantpark

- Museum Küppersmühle für Moderne Kunst
- Museum der Deutschen Binnenschifffahrt

#### Kunst in de openbare ruimte
- Brunnenmeile Duisburg, een beeldenroute bestaande uit fonteinen in de Königsstraße, waaronder de beroemde Lifesaver-brunnen van Niki de Saint Phalle en Jean Tinguely en de fontein, bijgenaamd de wasmachine, van André Volten
- Beeldenpark van het Lehmbruck-Museum met 40 beelden in het Kant-Park
- Veel kunstwerken langs de Düsseldorfer Straße, van Berto Lardera en van Joan Miró, in het stadscentrum van Bernar Venet, Gerhard Marcks en Marcello Mascherini), in de Berta-See van Marta Pan en in de Innenhafen Duisburg van Menashe Kadishman en de Garten der Erinnerungen van Dani Karavan
- Kunstwerken in 6 metrostations in het stadscentrum, zogenaamde U-Bahn-Kunst, onder andere van Isa Genzken en Gerhard Richter
- Tiger & Turtle – Magic Mountain, een begaanbare achtbaan, kunst uit staal.

### Sport
In het stadsdeel Wedau ligt een uitgebreid sportpark, waarin zich verschillende sportfaciliteiten bevinden onder andere een roeibaan, een voetbalstadion en een ijshal en waar verschillende sportverenigingen hun thuisbasis hebben.
In 2005 vonden in Duisburg de Wereldspelen plaats.
In de begindagen van het voetbal was Duisburg thuishaven van een van de grotere clubs uit Duitsland. Duisburger SpV nam in totaal dertien keer deel aan de eindronde om de landstitel en werd één keer vicekampioen. Nadat de club in verval raakte eind jaren twintig deden andere clubs als SV Hamborn 07, Duisburger FV 08 en Duisburger TSV 1899 het beter, al keerde SpV na de oorlog terug naar het topvoetbal. In 1964 ging het licht definitief uit voor de legendarische club die fuseerde tot Eintracht Duisburg, echter kon de fusieclub de verwachtingen niet inlossen en verdween in de anonimiteit. Intussen was subtopper Meidericher SpV 02 de beste club van de stad geworden en hierdoor oefende de stad druk uit op de club om de clubnaam te wijzigen in MSV Duisburg, dit gebeurde in 1967. Intussen speelde de club al 28 seizoenen in de Bundesliga, de laatste keer was dat in 2008.
De bekende sportverenigingen van Duisburg tegenwoordig zijn:
- MSV Duisburg (voetbal)
- FCR 2001 Duisburg (vrouwenvoetbal)
- EV Duisburg, bijgenaamd de Füchse (ijshockey)
- Eintracht Duisburg 1848 (verschillende sporten)

## Stedenbanden
- Calais (Frankrijk), sinds 1964
- Gaziantep (Turkije), sinds 2005
- Lomé (Togo), sinds 1973
- Perm (Rusland), sinds 2007
- Portsmouth (Verenigd Koninkrijk), sinds 1950
- Rotterdam (Nederland), sinds 1950
- San Pedro Sula (Honduras), sinds 2008
- Vilnius (Litouwen), sinds 1985
- Wuhan (China), sinds 1982

## Bekende Duisburgers

### Geboren
- Theodor Curtius (1857-1928), scheikundige
- Wilhelm Lehmbruck (1881-1919), expressionistisch beeldhouwer
- Albert Funke Küpper (1894-1934), politiek tekenaar
- Ernst Pepping (1901-1981), componist van kerkmuziek
- Bruno Wüstenberg (1912-1984), aartsbisschop, was o.a. nuntius in Nederland
- Gerard Héman (1914-1992), beeldhouwer
- Rudolf Schock (1915-1986), lyrisch operatenor
- Toni Turek (1919-1984), voetballer
- Werner Krämer (1940-2010), voetballer
- Cosmic Hoffmann (1951-2017), toetsenist
- Gabriela Grillo (1952-2024), amazone
- Andreas Mand (1959), schrijver en een singer-songwriter
- Carsten Fischer (1961), hockeyer
- Frank Zimmermann (1965), violist
- Nicole Uphoff (1967), amazone
- Martina Voss (1967), voetbalster en voetbalcoach
- Ramin Djawadi (1974), componist van filmmuziek
- Sevim Dağdelen (1975), politicus
- Yvonne Frank (1980), hockeyster
- Christoph Meschenmoser (1983), wielrenner
- Jeremy Dudziak (1995), voetballer
- Marie Wegener (2001), zangeres
- Rocco Reitz (2002), voetballer
- Ena Mahmutovic (2003), voetbalster
- Justin Treichel (2003), voetballer

### Overleden
- Gerardus Mercator (1512-1594), Vlaams cartograaf, woonde en werkte van 1552 tot aan zijn dood in Duisburg en ligt er ook begraven

### Woonachtig (geweest)
- Wilhelm Canaris (1887-1945), admiraal tijdens de Tweede Wereldoorlog
- Joachim Kroll (1933-1991), seriemoordenaar

### Personages
- Horst Schimanski, gespeeld door Götz George, politiecommissaris in de Duitse politieserie Tatort, met als standplaats Duisburg-Ruhrort

## Galerij

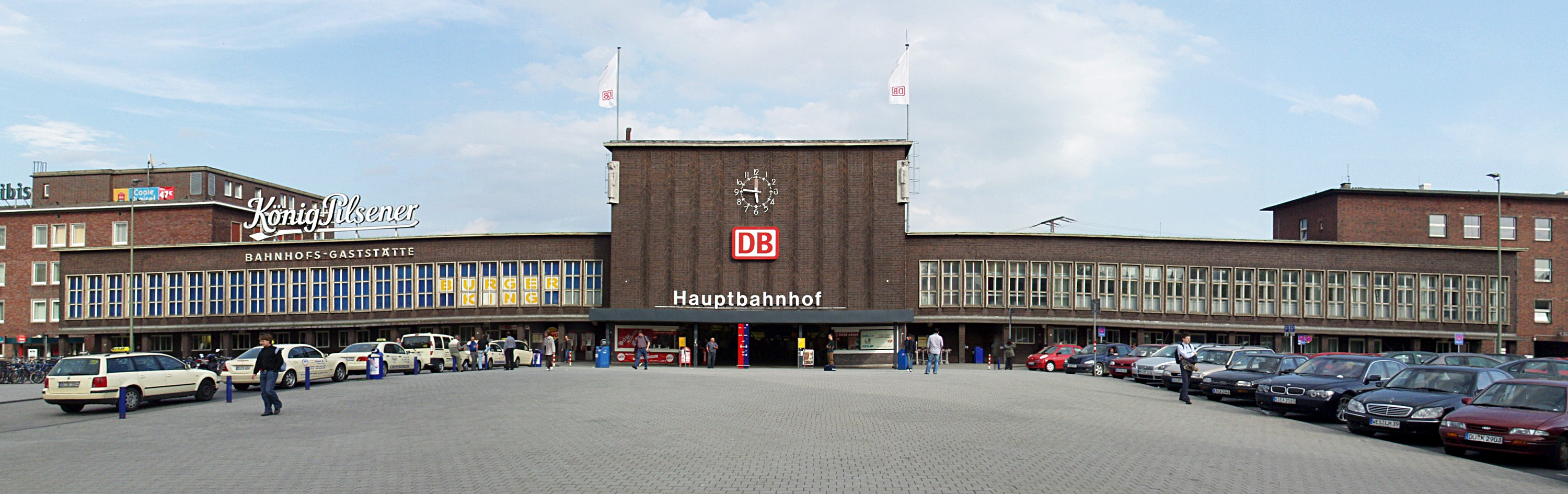
Hauptbahnhof van Duisburg
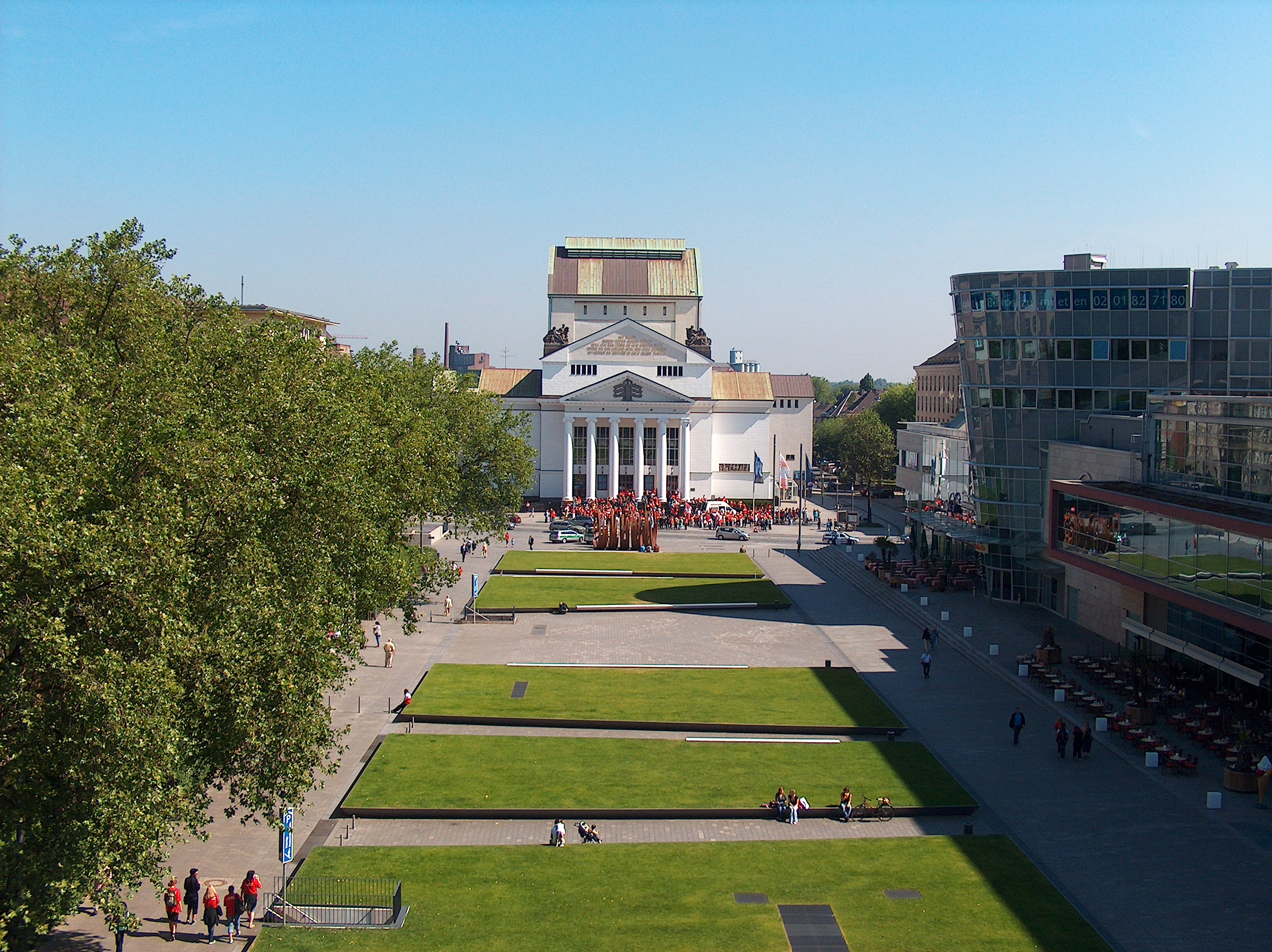
Theater
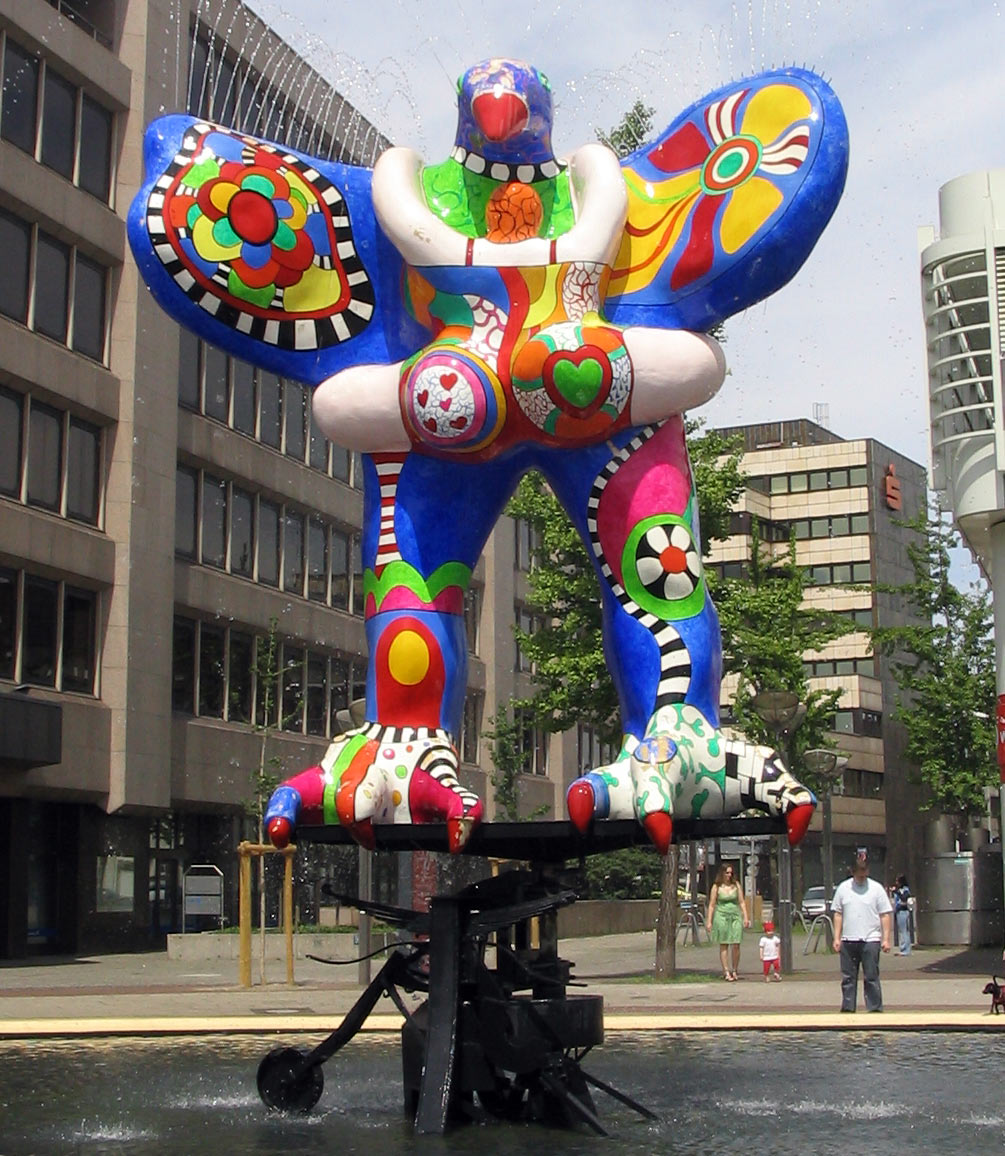
Beeld van Niki de Saint Phalle
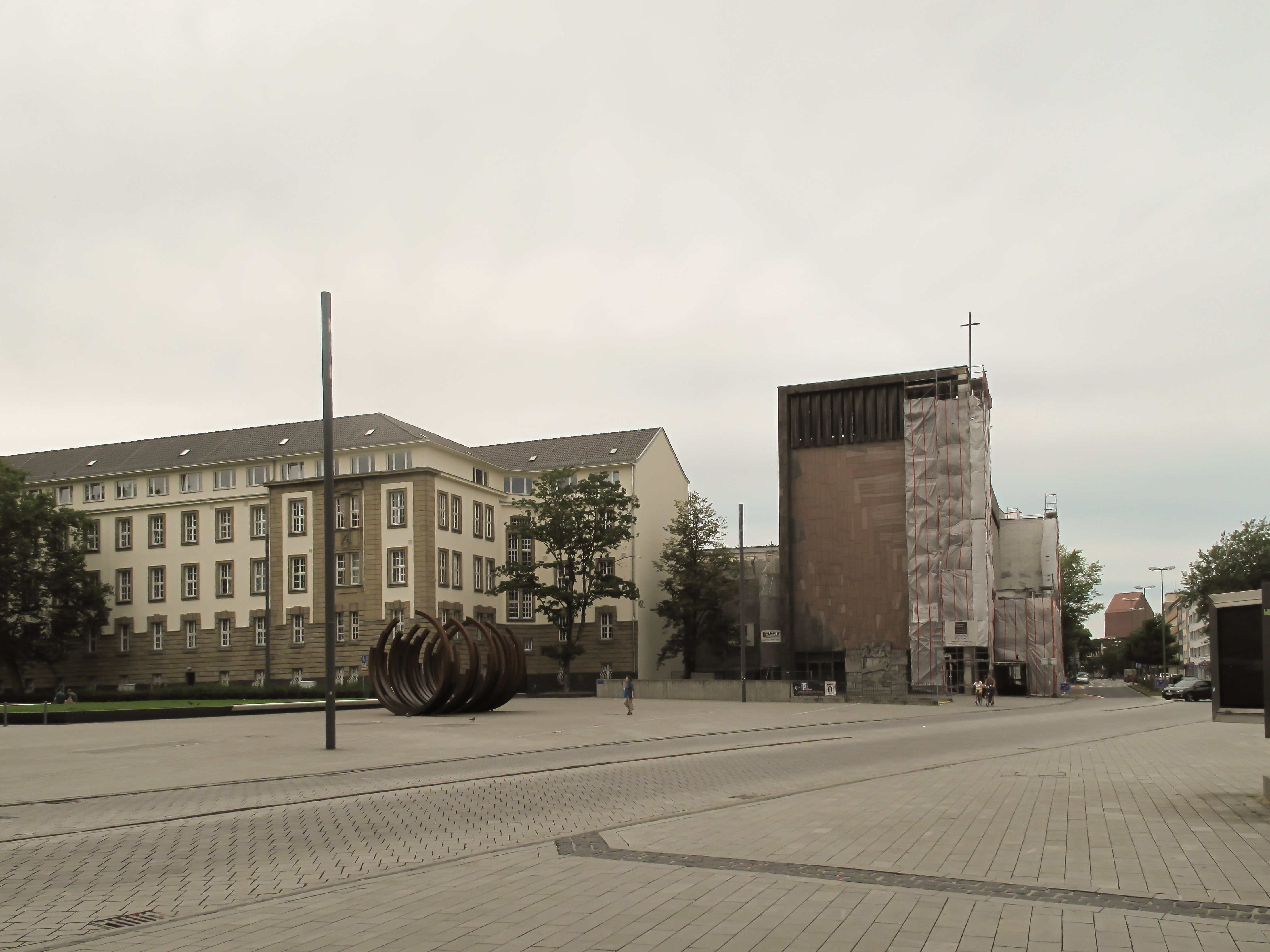
Straatzicht in centrum
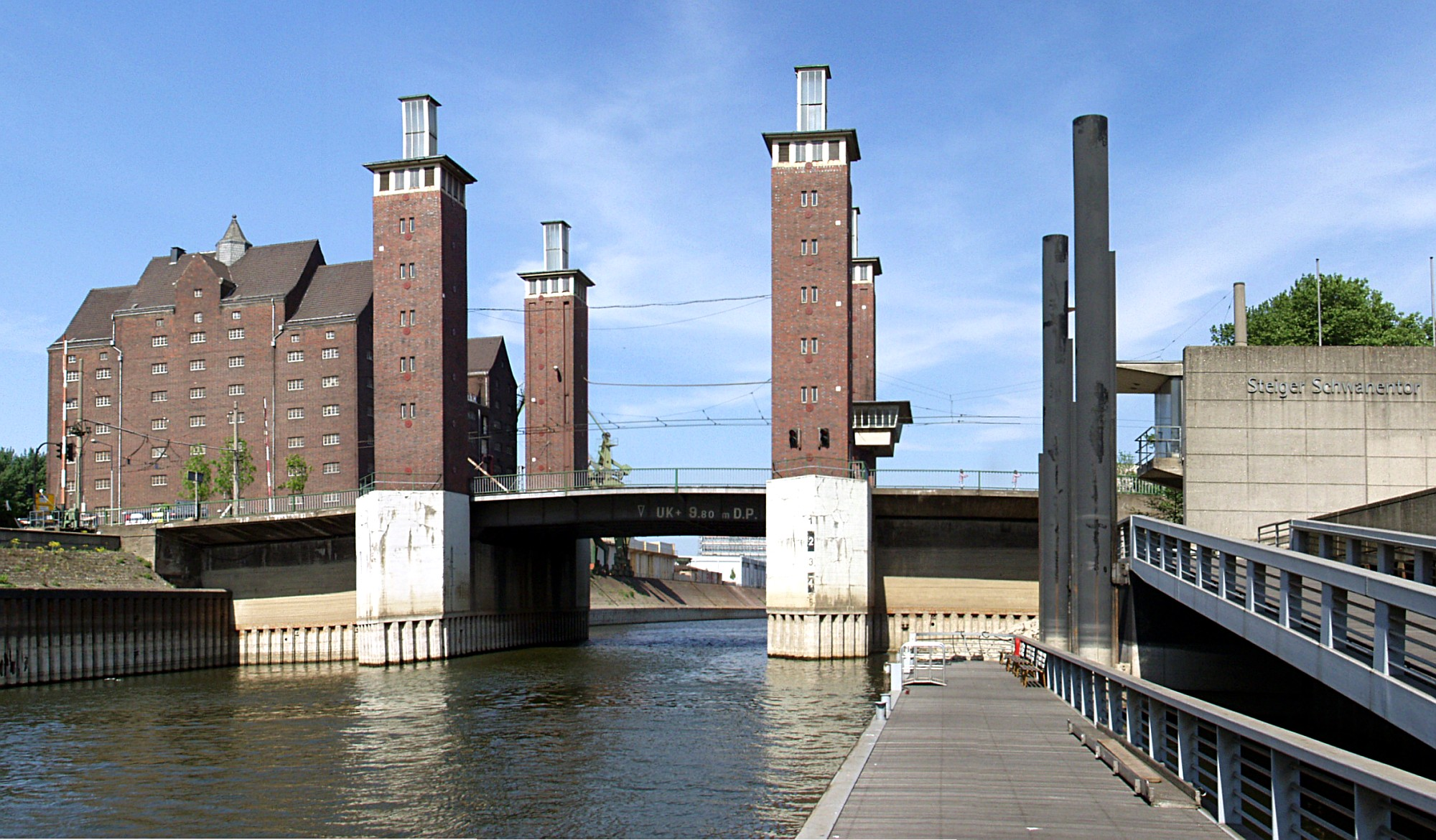
Schwanentorbrücke
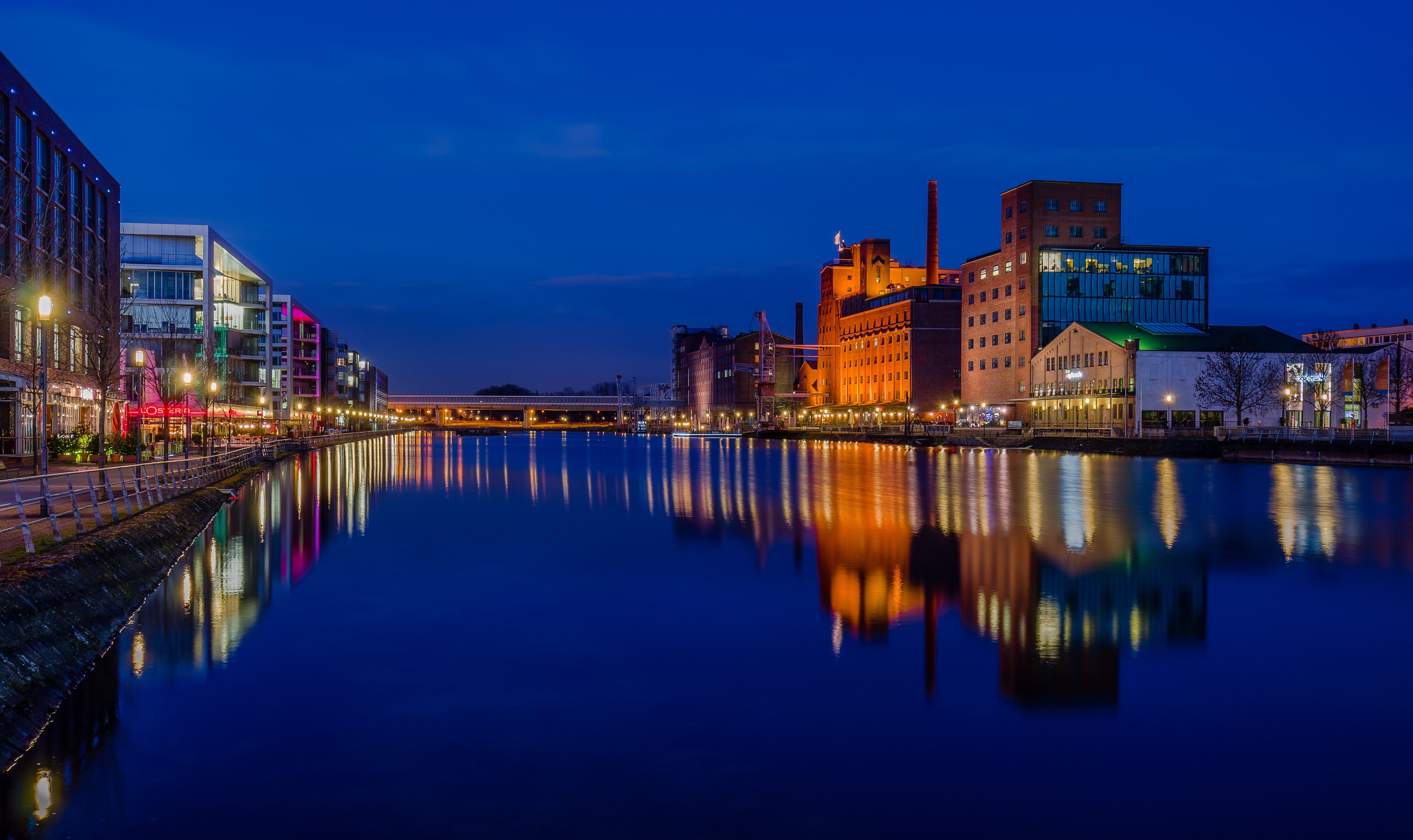
Innenhafen
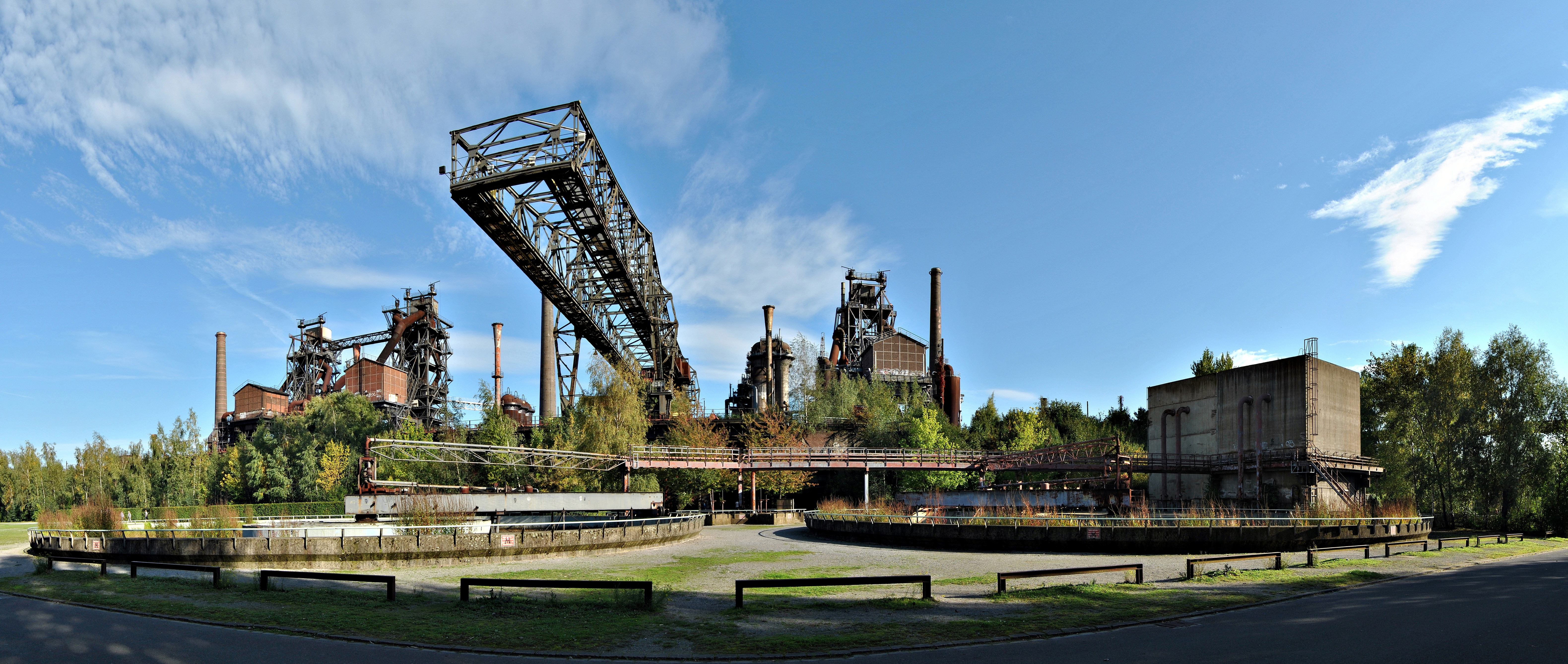
Landschaftspark Duisburg-Nord
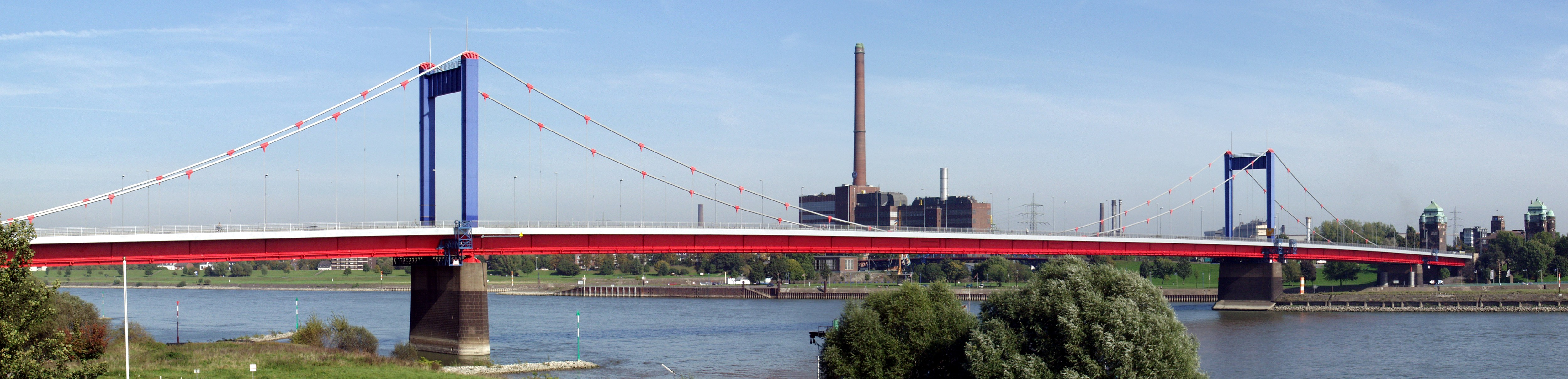
Friedrich-Ebert-Brücke